# Isachne sylvestris
Isachne sylvestris är en gräsart som beskrevs av Henry Nicholas Ridley. Isachne sylvestris ingår i släktet Isachne och familjen gräs. Inga underarter finns listade i Catalogue of Life.